# Hyperaeschra tropicalis
Hyperaeschra tropicalis är en fjärilsart som beskrevs av William Schaus 1923. Hyperaeschra tropicalis ingår i släktet Hyperaeschra och familjen tandspinnare. Inga underarter finns listade i Catalogue of Life.